# 사쿠라 트릭
《사쿠라 트릭》(桜Trick 사쿠라 토릭쿠[*])은 타치가 쓰고 삽화를 그린 4컷 코미디 일상 백합 만화이다. 호분샤의 《망가 타임 키라라 미라클》에 Vol.1부터 2017년 10월호까지 연재되었다.
2013년 8월호에서, 텔레비전 애니메이션화가 발표되어, 2014년 1월부터 3월까지 방송되었다.

## 줄거리
타카야마 하루카와 소노다 유우는 중학교 때부터 떼려야 뗄 수 없는 친구 사이다. 하지만 고등학교에 들어가서 그들은 서로 교실의 반대편에 앉게 된다. 다른 친구들과 더 많은 시간을 보내게 되자, 하루카와 유우는 서로 간의 관계를 더 특별하게 만드는 것으로써 남몰래 서로 키스를 하기로 한다.

## 등장인물
타카야마 하루카(高山 春香)
성우 - 토마츠 하루카
하루카는 중학교 때부터 유우의 가장 친한 친구이다. 유우에 비해서 어린 아이 같다. 하루카는 종종 유우에게 자신도 모르게 그녀의 요구(하루카를 조용히 시키기 위해 유우에게 키스하는 등)를 강요하기도 한다. 또, 유우가 묘사하기를 그녀는 매우 질투가 많고 집착이 심하다고 한다. 하루카는 유우를 좋아하고 있어서 유우보다 책상 자리 배치를 더 많이 신경쓴다.
소노다 유우(園田 優)
성우 - 이구치 유카
유우는 중학교 때부터 하루카의 가장 친한 친구이다. 그녀는 대개 하루카보다 더 성숙하게 행동하기는 하지만, 가끔 하루카의 부탁을 들어주기는 한다. 유우는, 하루카가 다른 친구들을 많이 사귀게 되자 하루카와의 친구 관계에 대한 불안한 마음을 진정시키기 위해 특별한 무언가, 다시 말해 함께 키스를 하는 것을 시작했다. 하루카가 키스를 하자고 할 때마다 부끄러움을 느끼지만 가끔 깜짝 키스를 해 주기도 한다.
노다 코토네(野田 コトネ)
성우 - 아이사카 유카
하루카와 유우의 동급생이자 시즈쿠의 사촌. 집이 부유하고 이미 가족들이 정해 준 약혼자가 있지만 시즈쿠와 함께 살고 있다. 시즈쿠와 대조적으로 밝고 에너지가 넘친다. 시즈쿠와는 백합에 대한 감정을 가지고 있다. 시즈쿠와의 관계에서는 주도적인 역할을 하고 있으며 키스하는 것을 주도하기도 한다.
미나미 시즈쿠(南 しずく)
성우 - 이가라시 히로미
하루카와 유우의 같은 반 친구이자 코토네의 사촌. 조용한 성격의 소녀. 일반적으로 심술궂은 외모를 가져서 좋고 싫음에 대한 감정 표현이 과장되게 보이게 된다. 또한 시즈쿠는 사촌인 코토네와 키스까지도 하는 사이이며 자신은 코토네를 좋아한다고 밝힌 적이 있다.
이케노 카에데(池野 楓)
성우 - 후치가미 마이
하루카와 유우의 같은 반 친구이자 그들의 학급 회장. 다른 사람들에게 짓궂게 행동하고 하루카와 유우를 놀리는 것을 좋아한다. 확실히 유우와 하루카가 다투면 이를 매우 잘 알아차린다. 유즈, 코토네와 같은 중학교에 다녔으며 남동생과 여동생이 한 명씩 있다.
이즈카 유즈(飯塚 ゆず)
성우 - 토다 메구미
하루카와 유우의 같은 반 친구. 카에데와는 초등학교 때부터 친구였다. 또래 주위에서 강직한 사람처럼 행동하고 주위의 숨겨진 인간관계에 대해서는 눈치채지 못하는 듯 하다. 미츠키가 가끔 "미깡"으로 잘못 부르기도 한다.
소노다 미츠키(園田 美月)
성우 - 후지타 사키
유우의 언니이자 학생회장. 하루카와 유우의 관계를 의심하고 있어서 카에데와 유즈를 꼬셔서 둘 뒤를 미행한 적도 있다. 또한 하루카에게 홀딱 반한 것으로 보여서 하루카를 보면 당황하게 된다. 가끔 하루카에 대한 망상을 자주 하는 것 같았는데 이는 사실 미츠키가 하루카를 좋아했기 때문이다. 유우와 하루카가 친하게 지내는 것을 질투하고 둘 사이의 관계를 의심해서 미행을 하기도 한다. 이와 관련하여 유우와 다툰 뒤에, 하루카에게 고백을 하나 차이고 그 뒤에 바로 고등학교 졸업을 한다.
오토카와 스미(乙川 澄)
성우 - 아사쿠라 모모
2학년. 미츠키가 학생회장에서 물러나면서 학생회장 자리를 이어받았다. 종종 "노자"라는 어미를 사용하면서 독특하게 말을 하고, 일반적인 말투로 말하는 것을 부끄러워한다. 또한, 다른 여자아이들의 가슴을 만지는 버릇이 있다. 친구에게는 "스미스미"라고 불린다.
사카이 리나(坂井 理奈)
성우 - 엔도 유리카
학생회 부회장이자 미츠키와 같은 학년. 미츠키가 하루카를 좋아한다는 사실을 눈치채고 있지만 자신도 미츠키를 사랑한다.
노다 시노부(野田 シノブ)
성우 - 니시 아스카
코토네의 여동생. 시즈쿠가 코토네에게 친하게 구는 것을 질투한다.

## 주제가
오프닝 테마
〈Won(*3*)Chu KissMe!〉
노래 - SAKURA*TRICK
(타카야마 하루카 (성우 : 토마츠 하루카), 소노다 유우 (성우 : 이구치 유카),
노다 코토네 (성우 : 아이사카 유카), 미나미 시즈쿠 (성우 : 이가라시 히로미),
이케노 카에데 (성우 : 후치가미 마이), 이즈카 유즈 (성우 : 토다 메구미))
작,편곡 - Funta7 / 작사 - Funta3
엔딩 테마
〈Kiss(and)Love〉 (1~7화, 9~12화)
노래 - SAKURA*TRICK
(타카야마 하루카 (성우 : 토마츠 하루카), 소노다 유우 (성우 : 이구치 유카))
작사,편곡 - Funta7/ 작곡 - Funta3
〈사쿠라 Sweet Kiss〉(桜Sweet Kiss) (8화)
노래 - 소노다 미츠키 (성우 : 후지타 사키), 오토카와 스미 (성우 : 아사쿠라 모모),
사카이 리나 (성우 : 엔도 유리카)
작사,작곡 - 이시이 코우 / 편곡 : 타카기 히로시

## 매체

### 만화
타치가 그린 사쿠라 트릭의 만화는 2011년 3월 16일부터 호분샤의 "망가 타임 키라라 미라클"의 첫번째 판에서 연재가 시작되었다. 사쿠라 트릭의 단행본 제 1권은 2012년 8월 27에 발행되었고, 2014년 3월 14일 기준으로 단행본이 네 권 발행되어 있다.

### 애니메이션
사쿠라 트릭의 애니메이션화는 "망가 타임 키라라 미라클"의 2013년 8월호에 발표되었다. 이 애니메이션은 스튜디오 딘이 제작했고 감독으로는 이시쿠라 켄이치, 캐릭터 디자인 담당은 사카이 큐타가 맡았는데 2014년 1월 9일부터 2014년 3월 27일까지 TBS에서 방영되었다. 북미에서는 Chrunchyroll에서 스트리밍을 통한 동시방영이 진행되었다. 대한민국에서는 애니플러스에서 2014년 1월 16일부터 1주일의 시간차를 두고서 방영하였다.
오프닝 테마는 토마츠 하루카, 이구치 유카, 아이사카 유카, 이가라시 히로미, 후치가미 마이와 토다 메구미가 부른 "Won（*3*）Chu KissMe!"이다. 엔딩 테마는 토마츠 하루카와 이구치 유카가 부른 "Kiss (and) Love"인데, 제 8화의 경우에는 엔딩 주제곡이 후지타 사키, 아사쿠라 모모, 엔도 유리카의 "사쿠라 Sweet Kiss"(일본어: 桜Sweet Kiss)이다. 북미에서는 판권을 Sentai Filmworks가 가지고 있다.
블루레이와 DVD는 2014년 4월 16일부터 순차적으로 일본에서 발매했다. 초회 한정판에는 코멘터리를 포함해서 특별 만화라던지, 투명 케이스가 포함되어 있다. 블루레이와 DVD는 총 6장으로 발매되며 2화씩 묶인 형태로 하나씩 발매되었다.

#### 방영 목록
| # | 제목                                                                | 방영일          |
| --- | ------------------------------------------------------------------- | --------------- |
| 01 | 〈벛꽃색의 시작〉(桜色のはじまり)                                   | 2014년 1월 9일  |
| 01 | 〈야키소바와 베란다와 여자아이〉(やきそばとベランダと女の子)        | 2014년 1월 9일  |
| 타카야마 하루카와 소노다 유우는 중학교 때부터 친구였는데 고등학교에 막 들어와서도 좋은 친구가 된다. 하지만 학기가 시작되고 두 사람 모두 새로운 친구를 사귀게 되자 하루카는 유우와의 우정을 독차지하지 못하게 될 것을 걱정한다. 하루카는, 유우가 다른 여자애와 팔짱을 낀 것을 보고서는 자기도 모르게 도망친다. 도망친 하루카를 유우는 빈 교실에서 찾아낸다. 이어서, 유우와 하루카 둘이서만이 할 수 있는 것을 해 보자고 제안한다. 하루카는, 서로간의 친구 관계가 특별하다는 증거로써 키스를 하자고 말한다. 빈 교실에서 서로 키스를 한 뒤, 하루카와 유우는 선생님에게 안 들키려도 하다가 빈 교실에 갇힌다. 베란다로 도망쳤는데, 하루카는 유우가 자신과 키스한 것을 잊은 것 같아서 기습 키스를 한다. 하지만 유우는 당황하고, 하루카는 미안하다며 소란을 피우게 되어서 유우는 하루카에게 키스하여 입을 다물게 한다. 바로 뒤, 하루카는 다시 키스를 안 하면 다시 소란을 피우겠다고 해서 키스를 한번 더 한다. 옆 교실로 넘어가기 위해서 베란다의 엄청난 틈을 가로질렀다. |                                                                     |                 |
| 02 | 〈또 하나의 벚꽃색〉(もうひとつの桜色)                              | 2014년 1월 16일 |
| 02 | 〈방과 후엔 하리와♡〉(放課後はハリーちゃんと♥)                      | 2014년 1월 16일 |
| 하루카와 다른 사람들이 미나미 시즈쿠가 이상하게 행동한다는 것을 알아챈다. 그녀와 같이 살고 있는 니다 코토네가 말하기를, 시즈쿠는 코토네에게 화가 나 있는데, 이는 코토네가 자는 동안 뺨에 키스를 했기 때문이라고 한다. 하루카와 유우와 이 문제에 대해 말을 한 이후에, 시즈쿠는 코토네와 우연히 마주치는데, 그녀는 코토네가 단지 편리성을 위해서 자신과 살고 있는 것 뿐이라고 생각해서 화가 났다고 말한다. 코토네는 시즈가 좋아서 시즈쿠와 사는 것을 좋아한다고 말한 뒤, 둘은 서로 키스를 나누는데, 이 장면을 하루카와 유우가 우연히 목격하게 되고 이를 목격한 뒤에 두 사람도 키스가 하고 싶어져서 키스한다. 나중에, 여자애들은 유우가 시험을 위해 다른 사람의 노트에 의존하는 것 대신에 유우의 공부를 도와주기로 하였다. 유우가 계속 잠이 들어서 모든 방법이 실패로 돌아간 뒤, 하루카는 유우가 시험에 필요한 정답들을 기억하는 것을 돕기 위해 키스를 하면서 가르쳐 주기로 한다. |                                                                     |                 |
| 03 | 〈회장님은 언니〉(会長はお姉ちゃん)                                 | 2014년 1월 23일 |
| 03 | 〈수영장 청소로 서비스 신〉(プール清掃てお約束)                     | 2014년 1월 23일 |
| 유우의 언니 미츠키는 하루카를 이전에 대면해 본 적이 없었다. 유우는 결국 미츠키의 안경을 부수고 만다. 반면, 유우는 학교 체육대회가 학교가 3년 뒤에 폐교되기 때문에 규모가 줄어들 것이라는 것을 알게 된 이후 기운이 빠져버리게 된다. 유우가 힘내는 것을 도와주기 위해, 하루카와 다른 사람들은 위원회를 만나서 미츠키에 의해 이끌어지는 학생회에 그들의 상황을 말한다. 몇몇 내부적 실패에도 불구하고, 하루카는 겨우 그녀의 소망을 미츠키에게 말을 할 용기를 얻을 수 있었고, 미츠키는 이를 고려해보겠다고 한다. 그날 후, 하지만, 미츠키는 하루카와 유우가 유우의 방에서 키스를 하려고 하는 도중에 마주친다. 나중에, 여자아이들은 함께 수영장을 청소하기로 하는데, 하루카와 유우는 수영장 창고에서 키스를 할 기회를 찾아서 결국 키스를 하게 된다. |                                                                     |                 |
| 04 | 〈새콤 스파이 대작전〉(すっぱい大作戦?)                             | 2014년 1월 30일 |
| 04 | 〈혹시 담력훈련?!〉(肝もしかして試し!?)                             | 2014년 1월 30일 |
| 하루카는 방과 후에 유우를 깨우고서는 키스를 한다. 미츠키는 하루카와 유우 사이의 관계에 대해 의심스러워해서 하루카와 유우의 같은 반 친구인 리즈카 유즈와 이케노 카아데에게 그들을 잘 지켜보아 달라고 하고 수상한 행동을 하면 보고해 달라고 부탁한다. 나중에, 소녀들은 함께 담력시험을 하러 간다. 여기서 미츠키는 여기서 하루카와 유우를 뒤쫓으려고 하지만 유우에게 귀신처럼 보이게 하는 실수를 저지른다. 이에 따라 유우를 너무나도 무섭게 해서 유우는 자신을 진정시키기 위해 하루카에게 키스를 해 달라고 부탁하고 이에 응하여 키스한다. |                                                                     |                 |
| 05 | 〈언니와 차를 마시자!〉(お姉ちゃんとお茶しよう)                     | 2014년 2월 6일  |
| 05 | 〈마녀와 사과와 언니와〉(魔女とリンゴとお姉ちゃんと)                | 2014년 2월 6일  |
| 문화제가 다가오자 하루카, 카아데와 유즈는 미츠키와 카페에 가서 미츠키가 그들의 학급 공연인 백설공주의 연극에 참가하라고 설득하려 한다. 유우는 하루카를 깜짝 놀라게 해 주기 위해 하루카를 학교에 혼자 남겨두고 왔는데, 하루카는 다른 소녀들과 같이 모인 뒤에 이에 대해 약간의 불만족을 드러낸다. 하지만둘은 가까스로 서로에게 화해하면서 화해의 의미로 골목에서 가볍게 키스한다. 나중에, 소녀들은 미츠키가 교실을 몰래 훔쳐보는 것을 알아채고 이를 이용하여 미츠키가 백설공주 연극을 하는 것을 강요하는 것에 대해 성공했다. 여기서 미츠키는 리허설 때 하루카와 키스하는 것에 대해 과대한 망상에 빠져서 하루카와 키스하려 했지만 유우의 방해가 있기도 했고 나중에 이 연극은 단지 대사만 있는 연극이라는 것을 깨달았을 뿐이었다. 나중에, 유우는 하루카가 자신이 하는 마녀 연습에 관심을 기울이지 않은 것에 불만을 표하고 이에 화해의 의미로 둘은 교실에서 교복 겉옷을 뒤집어쓴채로 키스한다. |                                                                     |                 |
| 06 | 〈학교 축제야☆자고 갈게요♡〉(文化祭だよ☆お泊まりです)               | 2014년 2월 13일 |
| 06 | 〈학교 축제야☆본무대예요!〉(文化祭だよ☆本番です！)                  | 2014년 2월 13일 |
| 소녀들은 학원제 준비를 끝내기 위해 학교에서 밤을 지내기로 한다. 밤중에 시즈쿠는 코토네와 옥상에 올라가 같이 있다가 키스를 했고 하루카와 유우도 교실에서 유우의 잠을 깨우다가 키스를 한다. 학원제 당일 미츠키 회장과의 성공적인 백설공주 연극이 끝난 이후에, 하루카는 카에데와 유즈와 함께 축제를 돌아다닌다. 왜냐하면 유우가 자신의 언니인 미츠키와 함께 축제를 즐기러 갔기 때문으로 이때 하루카는 섭섭함을 느낀다. 하루카가 축제를 돌아다니던 중 카에데는 자신이 학급 회장이 되는 것을 선택한 이유를 밝힌다. 그 후 유우는 하루카에게 미리 알리지 못해 미안하다며 "유우가 즐거워하는 동안 하루카는 침울했겠구나, 미안해"라고 사과한다. 그 뒤에 유우는 하루카를 응시하며 하고 싶은 데로 해도 된다고 했다. 그 둘은 축제의 나머지를 계속 키스를 하면서 즐긴다. |                                                                     |                 |
| 07 | 〈수영복으로 서비스☆노출도 있어요♡〉(水着でサービス☆ポロリもあるよ) | 2014년 2월 20일 |
| 07 | 〈유우와 쇼핑♡〉(優ちゃんとお買い物)                                | 2014년 2월 20일 |
| 유우는 체육복을 입은 채로 빵을 느긋하게 먹고 있어서 친한 친구들의 귀가까지 늦어진다. 이에 하루카는 유우의 체육복을 교복으로 갈아입히려 하는데 사고로 키스를 하게 된다. 그리고 교실에는 두 명 정도 사람이 남아 있었다. 그리고 어느 날, 코토네는 소녀들을 자기 집의 수영장으로 초대하여 놀게 된다. 하루카와 유우는 물 속에서 키스를 하게 되는데 그 이유는 하루카가 물에 빠지면 해 주겠다고 약속했기 때문이다. 여기에서 놀던 중, 코토네의 여동생인 시노부와 만나게 된다. 시노부는 코토네가 집에 돌아가야 한다고 결심한 것처럼 보였다. 시노부는 시즈쿠에게 코토네는 누구와 있어야 하는지 가리기 위해 수영대회를 갖자고 한다. 코토네 집사의 간섭과 시노부가 등에 묶어둔 인형에 물이 스며들어 무거워진 덕분에, 시즈쿠가 겨우 이길 수 있었다. 어느 날, 유우는 언니인 미츠키에게 물려받자 언니에게 물려받은 것이 아니라 자신만의 목도리가 갖고 싶다고 결심해서 하얀색 목도리를 사기로 했다. 하필이면 그 마음에 꼭 들었던 목도리를 시즈쿠가 사서 낀 채로 학교에 왔다. 이에 유우는 상심하게 되고 하루카에게 그 목도리를 사고 싶었다고 투정을 부린다. 그래서 하루카는 유우와 목도리를 사러 함께 쇼핑을 하게 된다. 유우가 원하는 하얀 목도리를 모종의 사건 끝에 찾기는 했지만 유우는 더 마음에 드는 목도리를 찾아서 다른 것을 고르게 된다. 그 사건 이후 어느 날, 미츠키는 자신이 유우에게 물려준 목도리를 유우가 아니라 내심 마음속으로 좋아하고 있던 아이인 하루카가 하고 있음을 보고 깜짝 놀란다. |                                                                     |                 |
| 08 | 〈벚꽃색 결혼식〉(桜色のウエディング)                               | 2014년 2월 27일 |
| 08 | 〈벚꽃색 크리스마스〉(桜色なクリスマス)                             | 2014년 2월 27일 |
| 하루카는 유우보고 아는 친척의 결혼식에 가자고 초대했지만, 유우는 하루카가 자신과 결혼해 달다는 것을 묻는 것으로 오해한다. 진실을 알게 된 유우는 실망하게 되었지만, 하루카는 결혼에 대해 생각하게 되는 것에 의하여 감동받게 된다. 크리스마스 이브날, 미츠키는 하루카와 다른 친구들에게 크리스마스 전등을 보기 위해 초대하는데, 하루카와 유우가 서로에게 부끄럼을 타는 것을 발견한다. 하루카와 유우가 다른 친구들로부터 떨어지게 된 뒤, 하루카는 자신이 가지고 있어온 강한 감정 때문에 유우를 코앞에서 보는 것에 부끄럼을 느낀다는 것을 밝힌다. 이어서 유우도 같은 감정을 가지고 있다고 답한다. |                                                                     |                 |
| 09 | 〈연말 데뷔 SBJK〉(年末デビューのＳ・Ｂ・Ｊ・Ｋ)                    | 2014년 3월 6일  |
| 09 | 〈속 새콤 스파이 대작전〉(続・すっぱい大作戦！？)                   | 2014년 3월 6일  |
| 하루카와 유우는 긴 전화통화를 하면서 새해를 맞으하려고 하는데 이때 미츠키 또한 하루카와 통화를 할 짧은 기화를 갖는다. 새해가 밝음에 따라 유우는 전화 상으로 하루카에게 키스를 보내준다. 그리고 어느 날, 미츠키가 하루카와 유우가 서로 팔짱을 끼는 것에 대해 질투를 했다. 그래서 미츠키는 카에데와 유즈와 함께 공원을 향해 하루카와 유우를 쫓아갔는데 그들이 키스 할 뻔 한 장면을 포착한다. 미츠키가 실수로 미끄러져 넘어지자 하루카는 가까스로 미츠키를 잡을 수 있었는데, 의도치 않게 미츠키는 하루카의 이마에 키스를 하게 된다. 또 어느 날, 유즈는 오토바이 타는 법에 대해서 배운 경험에 대해 이야기를 하고, 카에데는 자매에게 가지고 있는 문제에 대해 한탄한다. |                                                                     |                 |
| 10 | 〈눈 오는 날과 추억과 충격〉(雪の日と思い出と衝撃)                  | 2014년 3월 13일 |
| 10 | 〈체육창고의 클리셰〉(体育倉庫でお約束)                             | 2014년 3월 13일 |
| 어느 눈오는 날, 하루카와 시즈쿠는 점심을 먹으러 밖으로 나가게 되는데 곧 밖이 살짝 춥다는 것을 알아채게 된다. 시즈쿠는 코토네와 헤어지게 될 날을 두려워함에 따라, 하루카는 코토네에게 시즈쿠에게 기운을 복돋아 주게 하라고 재촉한다. 그래서 다른 모두 밖으로 나가서 눈싸움을 하게 된다. 반면, 카에데는 미츠키에게 하루카와 유우가 사귀고 있는 것을 어떻게 생각하고 있는지 한번 찔러분다. 나중에, 체육관에서 하루카는 카에데보다 줄넘기에서 더 잘할 필요를 느끼지만 하루카가 속한 팀은 결국 최하위권을 기록하게 되어 줄넘기 줄들을 청소해야 한다. 하루카가 이를 혼자 하겠다고 하고 다른 사람들이 밖으로 나간 뒤, 선생님은 그들이 청소를 다 끝냈다고 착각을 하게 되고 하루카를 체육관 창고에 가두게 된다. 하루카가 사라진 것을 알게 된 뒤, 소녀들은 체육관 창고의 창문에 사다리를 설치하게 되고, 유우는 그곳에 올라가 하루카와 겨우 키스를 하게 되는데 잠시 위에 그들은 가까쓰로 닫힌 문들 열게 된다. |                                                                     |                 |
| 11 | 〈회장은 스미스미다!〉(会長はスミスミなのじゃ！)                    | 2014년 3월 20일 |
| 11 | 〈벚꽃색 진실〉(桜色の真実)                                         | 2014년 3월 20일 |
| 카에데는 학생 회장으로서 미츠키를 이은 오토카와 스미에게 하루카와 유우를 소개한다. 그리고, 미츠키 회장과 사카이 리나 부회장을 위해 무엇을 할 것인지 결정하는 데에 도움을 요청한다. 그들 세 명은 3학년 교실을 조사하기로 한다. 푸딩을 유난히 좋아한다는 것을 알아내서 "양동이 푸딩 대회"를 열기로 한다. 스미가 떠난 이후에, 미츠키와 리나는 하루카와 유우가 서로 키스하는 것을 걸어가다가 보게 된다. 미츠키가 하루카와 유우가 키스하는 것을 금지하고, 카에데가 그들을 지켜보도록 지시하였음에도 불구하고, 하루카는 춤 수업시간 동안 실수로 넘어지는 척 하면서 키스를 하는 방법을 알아낸다. 반면, 스미와 말한 이후에, 미츠키는 자신이 하루카를 좋아하고 있다는 것을 깨닫게 된다. |                                                                     |                 |
| 12 | 〈푸딩과 미츠키의 결의〉(プリンと美月の決意)                        | 2014년 3월 27일 |
| 12 | 〈사쿠라 Trick〉(桜Trick)                                           | 2014년 3월 27일 |
| 미츠키와 리나를 위한 졸업파티가 열렸다. 모두들 미츠키와 리나에게 양동이 푸딩 등의 선물을 준다. 카에데와 유즈는 미츠키와 리나 흉내를 내며 파티의 흥을 돋운다. 파티하는 동안, 미츠키가 하루카와 육우가 키스하는 관계에 대해서 뭐라고 하는 것에 대해 짜증을 내자, 그들이 키스하는 것은 "특별한 관계"의 한 부분이라는 것을 유우가 말하게 되고, 미츠키는 그들이 사귀는 것은 아니냐고 말한 뒤에 하루카를 마주 보면서 좋아한다고, '사귀어주세요'라고 고백한다. 졸업식이 끝난 후에, 미츠키는 하루카를 테니스장 뒷편으로 불러 내어 파티 때의 답을 듣고자 한다. 하지만, 하루카가 사랑과 데이트에 대해 아는 것이 전혀 없고 미츠키의 고백을 오해했음을 발견한다. 하루카는 미츠키에게 사랑과 데이트에 대한 설명, 즉 사귄다면 손을 잡거나 집에서 같이 자거나, 같이 외출을 한다던가, 키스를 한다는 설명을 들은 뒤에, 이는 모두 이미 유우와 하고 있다는 것을 하루카가 깨닫게 된다. 결국 미츠키는 하루카에게 이 문제를 유우와 한번 상담해보겠다는 말을 들음으로써 차이게 되었고, 미츠키는 이번 한번만 고집을 부린다며 하루카에게 다가가서 이마에 살짝 키스를 한 뒤에 쓸쓸히 떠나간다. 리나는 미츠키와 걸어가면서 현외 대학으로 진학한다는 것을 말을 하지 않았냐고 물었고, 미츠키가 하루카를 좋아한다는 것을 다 알고 있었던 것처럼 말을 한다. 한편, 유우는 하루카와 미츠키의 대화를 보고 있었다. 미츠키가 떠나간 이후 살짝 토라진 유우는 하루카를 그들이 처음에 키스를 한 오래된 교실로 데려가게 되는데, 그 곳에서 그들은 서로에게 사랑한다고 말하면서 키스를 하게 되면 미츠키가 말한 '사랑'의 의미를 알 수 있지 않을까 하려 그렇게 한다. 그 결과, 그들의 감정, 즉, 사랑과 부끄럼의 감정은 이전보다 더더욱 강해졌다. 그 후, 하루카와 유우는 그들의 2학년 첫 번째 등교를 동시에 발을 딛게 된다. |                                                                     |                 |

## 평가
아니메 뉴스 네트워크의 비평가 Rebecca Silverman와 Zac Bertschy는 사쿠라 트릭의 첫 화에 대해 5점 만점에 3점을 주었고, Carl Kimlinger와 Theron Martin은 5점 만점에 3.5점을 주었다.

## 같이 보기
- 유루유리
- 백합물